# 稲垣精一
稲垣 精一(いながき せいいち、1928年（昭和3年）11月25日 - 2017年（平成29年）10月29日)は、日本の銀行家。富士銀行常務を経て肥後銀行頭取、熊本経済同友会代表幹事等を歴任した。

## 人物
東京商大卒業後、富士銀行入行。35年間の同行時代の内、20年間は資金証券部門に従事した。そして、肥後銀からの招聘の申し入れを受諾。同行に入行した。
8年6ヶ月の頭取在任時は、国内外の格付機関よりすべてAレベルの評価を得て、健全経営の伝統を堅持したほか、基幹システムの共同化や新人事制度の導入を果たした。また、経営基盤の強化や体制の整備に取り組んだほか株主や投資家に対するIR活動も開始した。
2001年（平成13年）には頭取を勇退し、顧問に退いた。

## 略歴
- 1952年（昭和27年） - 東京商科大学(現：一橋大学)卒業後、富士銀行入行。
  - 以降、経理部次長、本店営業部次長、銀座支店長、経理部長、資金証券部長等を歴任する。
- 1980年（昭和55年） - 取締役資金証券部長委嘱。
- 1983年（昭和58年） - 常務取締役資金証券部長委嘱。
- 1987年（昭和62年） - 肥後銀行副頭取。
- 1993年（平成5年） - 頭取。
- 2001年（平成13年） - 顧問。
- 2017年（平成29年） - 死去。